# Egmont (Beethoven)

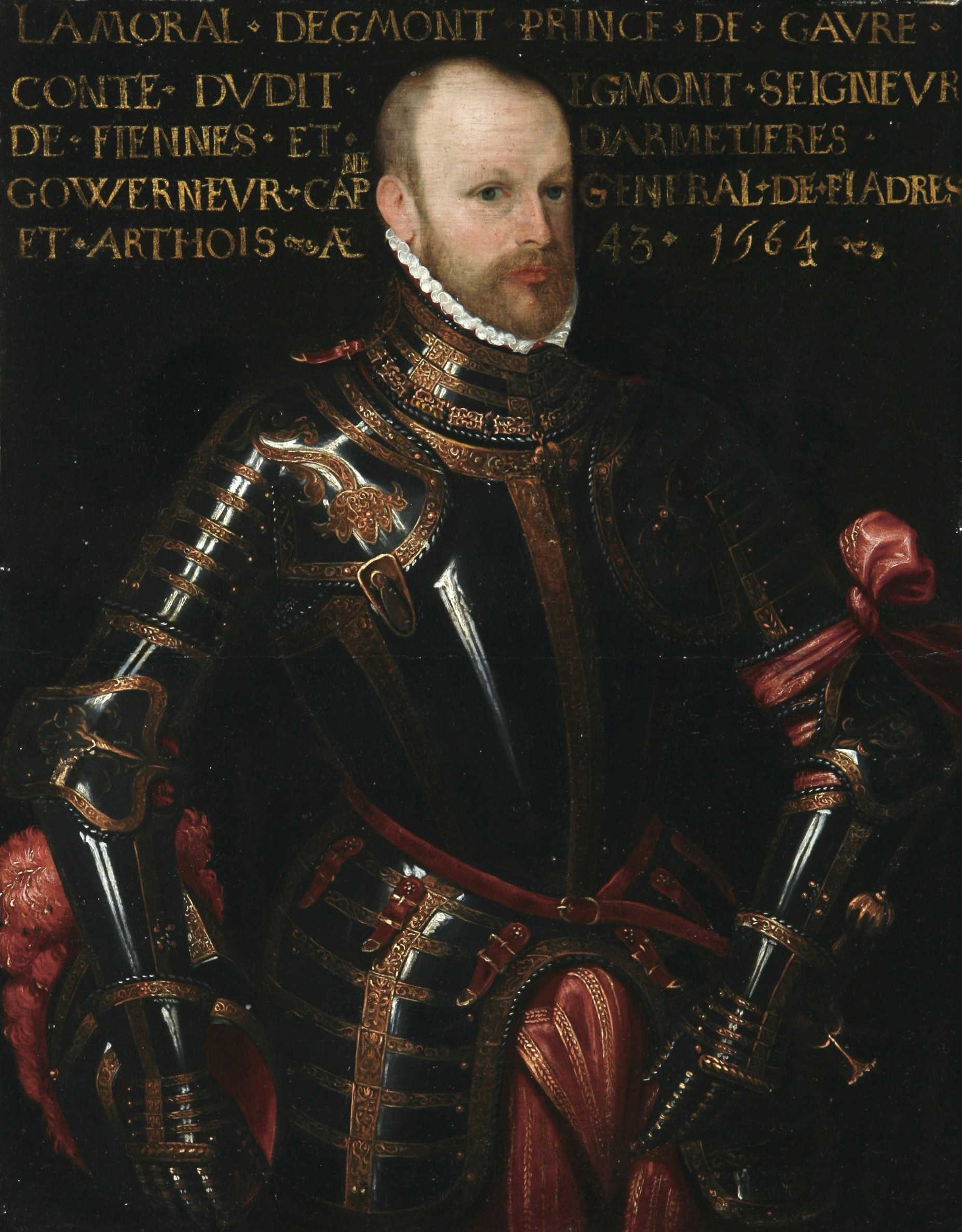
Conde de Egmont

Egmont, Opus 84, es el nombre de un conjunto de diez piezas de música incidental compuestas por Ludwig van Beethoven para la representación de la tragedia del mismo nombre escrita por Johann Wolfgang von Goethe en 1788.
Consiste en una obertura, que es la pieza más conocida de ellas, que forma parte del repertorio sinfónico habitual, seguida de nueve piezas para soprano, voz masculina narrador y orquesta sinfónica. Beethoven la compuso entre octubre de 1809 y junio de 1810, y fue estrenada el 15 de junio de 1810.

## Historia
La obra teatral de Goethe trata sobre la vida del héroe nacional de Países Bajos Españoles Conde de Egmont (1522-1568) general, hombre de estado y caballero de la Orden del Toisón de Oro y su enfrentamiento con Fernando Álvarez de Toledo, tercer Duque de Alba, hasta que finalmente fue arrestado, condenado a muerte y decapitado. El texto finaliza con la muerte del protagonista que proclama su ideal de lucha por la independencia y contra la opresión que representaba para su país la monarquía española.  
La música fue compuesta por Beethoven entre octubre de 1809 y junio de 1810. Se interpretó por vez primera en Viena el 15 de junio de 1810. Se trata de música descriptiva con la que el compositor quiere representar el sufrimiento de un pueblo ante la opresión. Culmina con el himno a la libertad que simboliza la liberación del pueblo.
La obra fue muy elogiada tras su estreno por el propio Goethe que manifestó públicamente su admiración por la genialidad de Beethoven. Consta de diez números, de los cuales el más interpretado en la actualidad es la obertura, que ha sido grabada en numerosas ocasiones por las principales orquestas del mundo.